# عبد العزيز الطويلعي العنزي
عبد العزيز بن رشيد بن حمدان الطويلعي العنزي (- 2 يناير 2016) هو المسؤول الإعلامي لتنظيم القاعدة في السعودية.

## عن حياته
و هو حاصل على شهادة جامعية في العلوم الشرعية بتفوق و أشرف على تحرير مجلة صوت الجهاد التابعة للتنظيم و قام بإصدار العديد من الفديوهات و المقاطع المصورة لعمليات التنظيم داخل السعودية، و يوصف بأنه وزير إعلام القاعدة و بالإضافة لهذا كان يعتبر شرعي و منظر للتنظيم و ألف كتاب نشره على الإنترنت سماه انتقاض الاعتراض على تفجيرات الرياض، و كان يكتب بعدة أسماء مستعارة مثل أخو من طاع الله و فرحان بن مشهور الرويلي و عبد الله بن ناصر الرشيد و سبق لعبد العزيز الطويلعي أن إستفسر من الشيخ ناصر الفهد عن حكم استخدام أسلحة الدمار الشامل ضد الكفار فأجابه الأخير ببحث مكون من 28 صفحة و خاض عبد العزيز الطويلعي العديد من المناظرات بأسماء مستعارة مع حملة السكينة (حملة تابعة لوزارة الداخلية السعودية من أجل الحوار الإلكتروني مع المتطرفين) و شارك عبد العزيز الطويلعي في عدة اشتباكات و مواجهات أمنية مع رجال الأمن.

## اعتقاله
إعتقل في منتصف 2005 و تم اعتقاله بعد إصابته بالرصاص في حي الروابي بالعاصمة الرياض.

## إعدامه
حكم عليه بالإعدام و نفذ الحكم في 22 ربيع الأول 1437 هـ الموافق 2 يناير 2016، و بحسب شهادات من تمكن من رؤيته في زنزانته في سجن الحائر بأنه كان يعاني نفسيا و يعتبر شبه فقد عقله و لم يعد يصلي، يذكر أن عبد العزيز الطويلعي عرف ككاتب و شاعر على الإنترنت و كان يكتب أبيات من الشعر بأسماء مستعارة قبل انضمامه للقاعدة عام 2002.